# Fush Yu Mang
Fush Yu Mang (с англ. — «Да пошёл ты») — дебютный студийный альбом американской альтернативной рок группы Smash Mouth, выпущенный 8 июля 1997 года на лейбле Interscope Records. Песня «Walkin’ on the Sun» стала главным хитом группы на альбоме. Название альбома было взято из фразы «fuck you, man», которую нечленораздельно произнёс главный герой Тони Монтана из фильма «Лицо со шрамом» в исполнении Аль Пачино (в песне «Padrino» есть строчка «I’ll take any flick with Al Pacino», являющаяся отсылкой). На обложке альбома изображён летящий по космосу автомобиль '62 Ford Falcon Squire, принадлежащий гитаристу Грегу Кампу, в котором сидят участники Smash Mouth, и один из них показывает из окна средний палец. Название альбома стилизовано под китайские иероглифы. Также на альбоме присутствует кавер-версия песни «Why Can’t We Be Friends?» американской фанк-группы War.
Альбом занял 19 место в американском чарте Billboard 200 и стал дважды платиновым. Сингл «Walkin’ on the Sun» попал на первую позицию в чартах Adult Top 40 и Alternative Songs в США, а также на 3 место в чарте Canada Top Singles в Канаде.
29 июня 2018 года в честь двадцатилетия альбома Fush Yu Mang был переиздан, а также на платформе PledgeMusic была выпущена акустическая версия альбома, выход которой группа планировала с 2017 года.

## Об альбоме
Ироническая лирика в «Walkin' on the Sun», представляет Поколение X, которое находится под большим влиянием хиппи, которые расхваливают представление об идеалах мира и любви. Альбом объединил забавные песни и песни, которые выставляют тёмную сторону, например «Disconnect the Dots» и «Nervous in the Alley».

## Музыкальный стиль
«Walkin’ on the Sun» — это композиция, выполненная в жанрах психоделический соул и соул-фанк образца 1960-х годов в стиле таких групп, как The Zombies и The Yardbirds. Fush Yu Mang характеризуют как панк-рок, ска-панк и поп-панк альбом. На музыку альбома повлияли следующие музыкальные направления: панк-рок, ска, регги и спид-метал. Также заметное влияние на музыку альбома оказали такие группы, как NOFX, No Doubt и Goldfinger.

## Список композиций
Все тексты написаны Стивом Харвеллом, вся музыка написана Грегом Кампом, за исключением отмеченных.
| №                   | Название                                  | Музыка                | Длительность |
| ------------------- | ----------------------------------------- | --------------------- | ------------ |
| 1.                  | «Flo»                                     |                       | 2:13         |
| 2.                  | «Beer Goggles»                            |                       | 2:01         |
| 3.                  | «Walkin’ on the Sun»                      |                       | 3:27         |
| 4.                  | «Let's Rock»                              |                       | 2:50         |
| 5.                  | «Heave-Ho»                                |                       | 3:47         |
| 6.                  | «The Fonz»                                |                       | 3:39         |
| 7.                  | «Pet Names»                               |                       | 2:20         |
| 8.                  | «Padrino»                                 |                       | 3:45         |
| 9.                  | «Nervous in the Alley»                    |                       | 2:32         |
| 10.                 | «Disconnect the Dots»                     |                       | 2:49         |
| 11.                 | «Push»                                    |                       | 2:50         |
| 12.                 | «Why Can’t We Be Friends?» (кавер на War) | War, Джерри Голдштейн | 4:50         |
| Общая длительность: | Общая длительность:                       | Общая длительность:   | 37:02        |

| №                   | Название                                    | Длительность |
| ------------------- | ------------------------------------------- | ------------ |
| 13.                 | «Every Word Means No»                       | 2:45         |
| 14.                 | «Sorry About Your Penis»                    | 2:57         |
| 15.                 | «Dear Inez»                                 | 2:51         |
| 16.                 | «Walkin’ on the Sun (Dave Aude Club Remix)» | 4:29         |
| Общая длительность: | Общая длительность:                         | 50:04        |

## Участники записи
| Smash Mouth - Стив Харвелл — вокал - Грег Камп — бэк-вокал, гитара - Пол Де Лисл — бэк-вокал, бас гитара - Майкл Клустер — бэк-вокал, клавишные, музыкальное программирование - Кевин Колман — барабаны Приглашённые музыканты - Лес Харрис — саксофон - Джон Гибсон — труба - Джон Гоув — тромбон | Производственный персонал - Эрик Валентайн — продюсер, звукорежиссёр, сведение, клавишные, шумы, перкуссия - Брайан Гарднер — мастеринг - Дино Пассаниси — художественное оформление - Лиам Уорд — дизайн - Джей Блэйксберг — фотограф - Триша Липер — фотограф - Том Уэлли — A&R-менеджер - Синди Купер — аранжировка |

## Позиции в чартах и сертификации
| Страна         | Позиция в чарте |
| -------------- | --------------- |
| США            | 19              |
| Канада         | 23              |
| Новая Зеландия | 42              |
| Великобритания | 117             |

| Страна | Сертификация |
| ------ | ------------ |
| США    | 2х платина   |
| Канада | платина      |